# Državna cesta D417
D417 je državna cesta u Hrvatskoj. Ukupna duljina iznosi 2,3 km.